# Exodus (Lost)
 For alternative betydninger, se Exodus. (Se også artikler, som begynder med Exodus)
"Exodus" er sæsonfinalen af første sæson af den amerikanske tv-serie Lost. I nogle lande blev anden del, som er dobbelt længde af et normalt afsnit, delt op i en ekstra - så der blev tre. Afsnittet er skrevet af Damon Lindelof og Carlton Cuse, og instrueret af Jack Bender. Første del blev sendt 18. maj 2005 på American Broadcasting Company, og anden og tredje del blev sendt 25. maj 2005.
Danielle Rousseau (Mira Furlan) ankommer til de overlevendes lejr, og advarer mod The Others er på vej. En ekspedition med blandt andre Jack Shephard (Matthew Fox) og John Locke (Terry O'Quinn) drager ud for at bringe dynamit til Lugen, og besætningen på tømmerflåden får kontakt til fremmede på det åbne hav.